# Trabant 1.1
De Trabant 1.1 is het laatste model van de Trabant-serie, geproduceerd door VEB Sachsenring Automobilwerke Zwickau, vanaf 1990 Sachsenring Automobilwerke GmbH.

## Geschiedenis
Na meerdere door de DDR-regering (Günter Mittag) afgebroken ontwikkelingsprojecten in Zwickau, waaronder de RGW-auto, begon halverwege de jaren 80 uiteindelijk de ontwikkeling van een nieuw Trabant-model. In 1984 verwierf IFA van Volkswagen de licentie voor de bouw van 1,1 en 1,3 liter-viertaktmotoren. Deze motor (VW EA111) werd net als de Trabantmotoren tot dan toe ook bij VEB Barkas geproduceerd. Terwijl de Wartburg 1.3 en Barkas B 1000-1 de 1,3 litermotor kregen, werd in de Trabant de 1,1 litermotor ingebouwd die onder andere in de Volkswagen Polo gebruikt werd.
Na een kostenexplosie bij de voorbereidingen van de nieuwe motor bleef nog maar weinig geld over voor vernieuwing van het model. De carrosserie van een prototype dat aanvankelijk de voorkeur had werd verworpen. In plaats daarvan werd de gemoderniseerde techniek verborgen onder het slechts in details gewijzigde uiterlijk van de Trabant 601: zo kreeg de Trabant 1.1 een nieuwe stalen motorkap, een nieuwe grille, kunststof bumpers, nieuwe achterlichten en een tankvulopening rechts achter. Op het eerste gezicht niet zichtbaar zijn de versterkte voorzijde voor inbouw van de relatief zware motor en de schijfremmen.
In de vakpers resulteerde het in 1990 in een schizofreen beeld bij de beoordeling van de Trabant 1.1. Enerzijds werd hij als een onredelijke auto gepresenteerd, waarvan de serieproductie het beste verhinderd kon worden. Tegelijkertijd werden de officiële fabriekspresentatie en een commentaar van de algemene IFA-directie afgedrukt, die haar ongenoegen over de niet verkoopbevorderende berichtgeving over de Trabant 1.1 toonde. In een testverslag van het wetenschappelijk-nuchtere vakblad KFT kwam men tot de volgende beoordeling: "Al in 1973 […] hebben wij de hoogtijdagen van de kleine stappen aangeklaagd. Die is nu voorbij, toch kan men met het resultaat geen vrienden worden. Blijft als troost dat de kleine auto met de kunststof carrosserie uit het jaar 1964 en de motor uit de huidige tijd […] werkelijk veel beter rijdt dan hij eruitziet."

### Op de markt
Het nieuwe model werd in de herfst van 1989 voorgesteld en moest 18.900 Oost-Duitse mark kosten. De wagen werd echter niet goed ontvangen. Na 26 jaar en met een prijsstijging van ongeveer 6000 mark wilde men een auto die zo achter de westerse standaard aanliep niet langer accepteren.
Toen in mei 1990 de serieproductie van de als "IFA Trabant 1.1" aangeduide wagen begon, was het verdrag voor de invoering van de Duitse mark in de DDR met de Bondsrepubliek reeds ondertekend. Met die invoering op 1 juli 1990 waren westerse auto's op korte termijn voor iedereen verkrijgbaar. Tegen het imago en de techniek van West-Europese autofabrikanten kon de Trabant niets inbrengen. De vraag was navenant laag. Grotere aantallen werden op grond van bestaande Comecon-leveringsovereenkomsten alleen nog naar Polen en Hongarije geëxporteerd. Ook de verkooppogingen als "Fun Car" voor 6900 DM mislukten. Na slechts twaalf maanden verliet de laatste van de 39.474 "1.1"'s de fabriek. Op 30 april 1991 eindigde daarmee na 33 jaar de productie van de Trabant.
In 1995 werden nog 444 Trabant 1.1 Universal als zogenaamde "Last Edition" aangeboden, die oorspronkelijk reeds aan Turkije geleverd waren, daar echter vanwege het faillissement van de importeur in de douanehaven van Mersin stonden opgeslagen en hun eindbestemming nooit bereikten. Ook deze verkoop was niet succesvol en uiteindelijk werd de laatste Trabant van deze serie aan Udo Lindenberg overgedragen, die hem gebruikte voor promotie van zijn musical Hinterm Horizont.

## Modellen
De Trabant 1.1 werd in vier verschillende modellen aangeboden:
- Limousine, 2 deurs-sedan
- Universal, 3 deurs-combi
- Tramp, een open cabriolet met stoffen dak gelijk aan de Trabant-Kübelwagen
- Pick-up, 2 deurs-pick-up met open laadbak

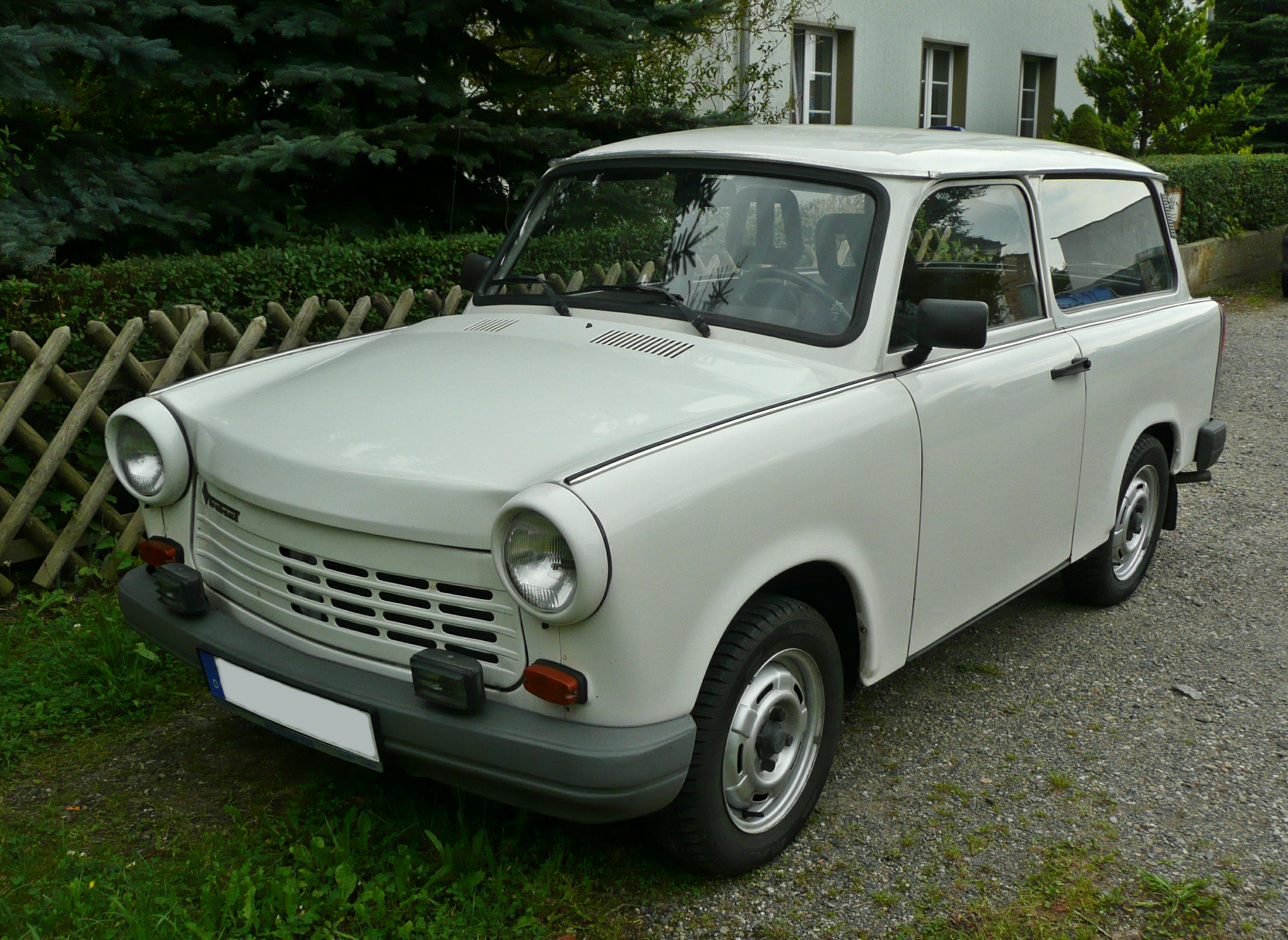
Trabant 1.1 Universal
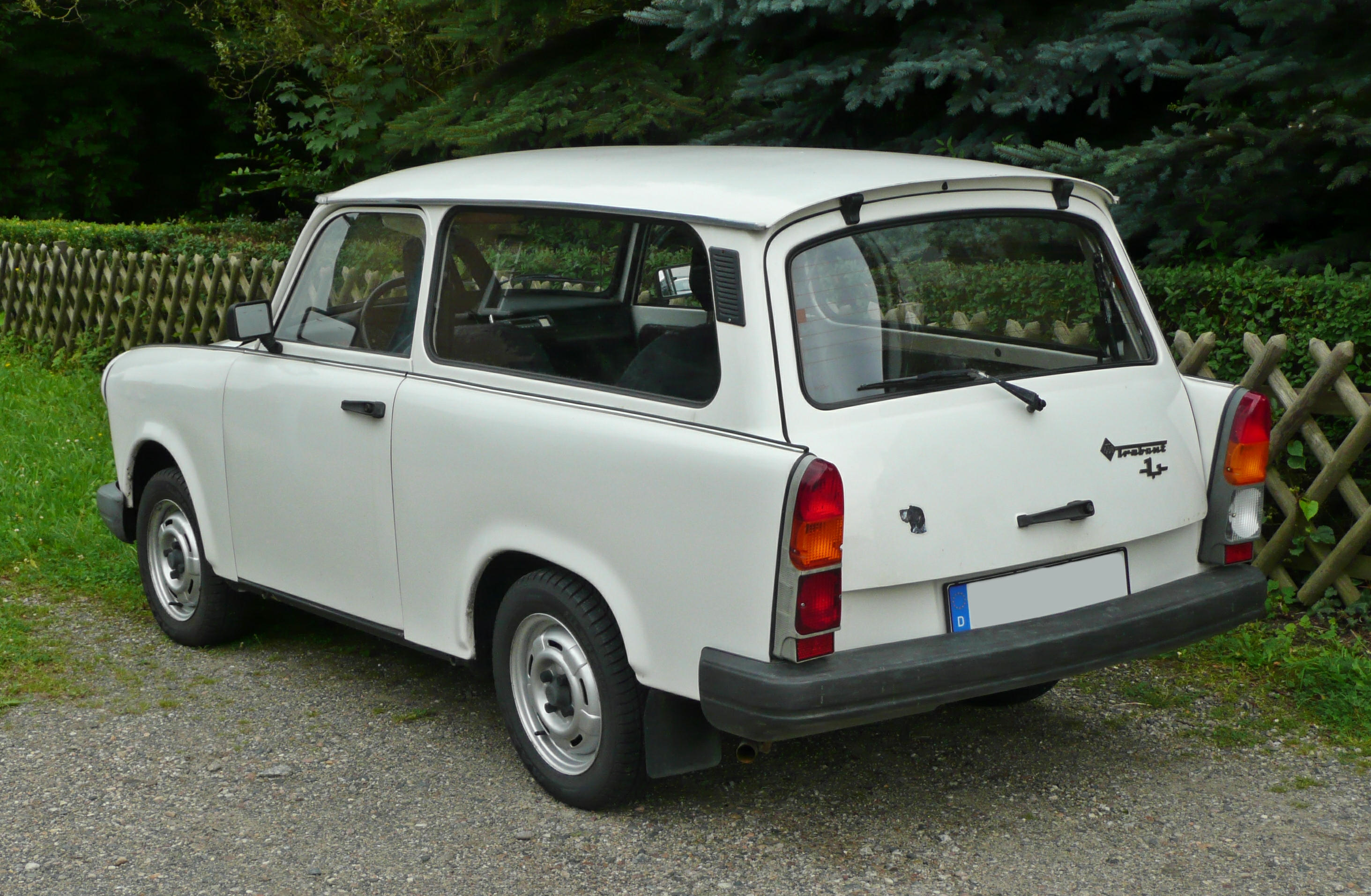
Trabant 1.1 Universal
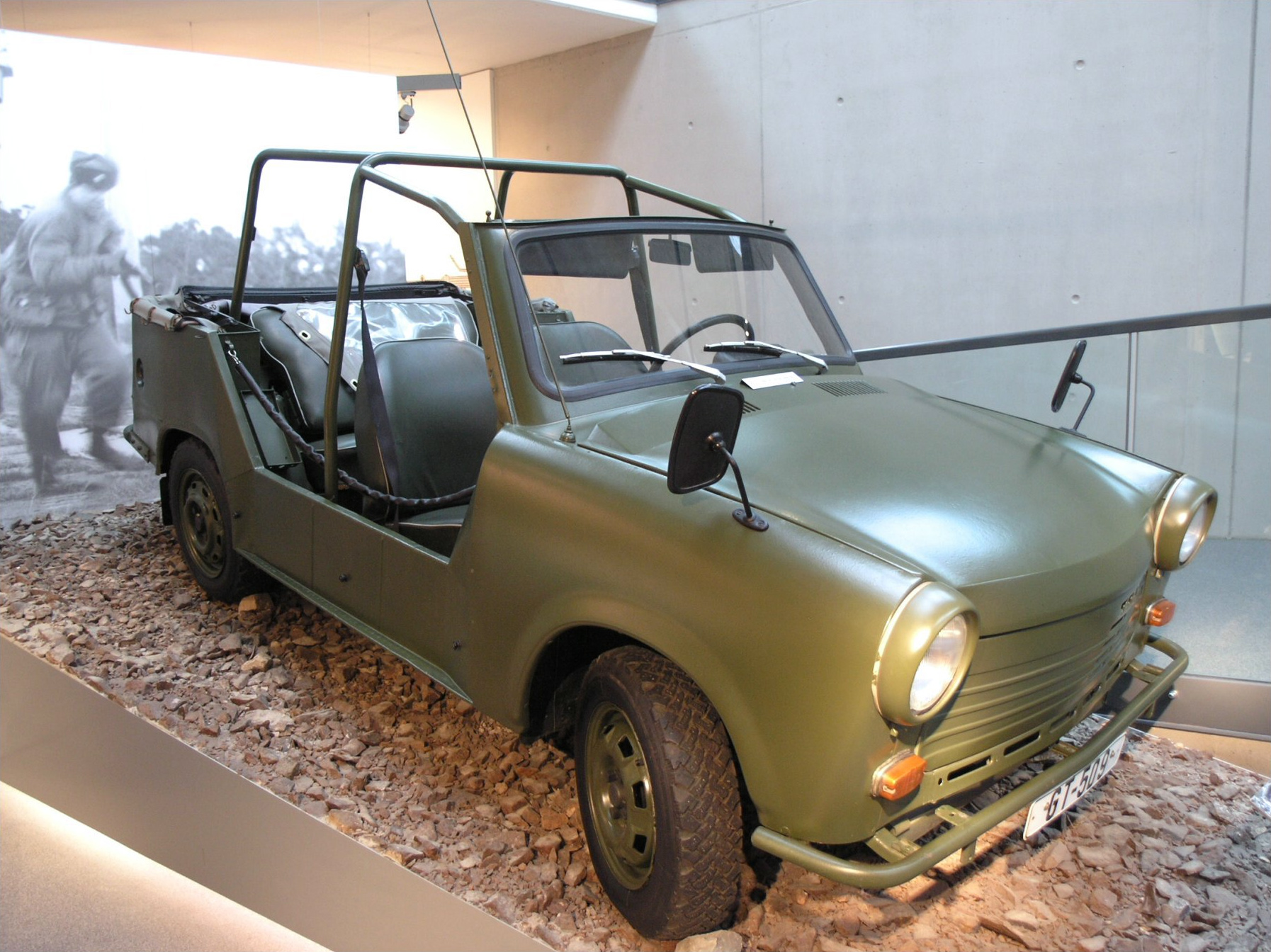
Trabant 1.1 Kübelwagen-prototype (1988)
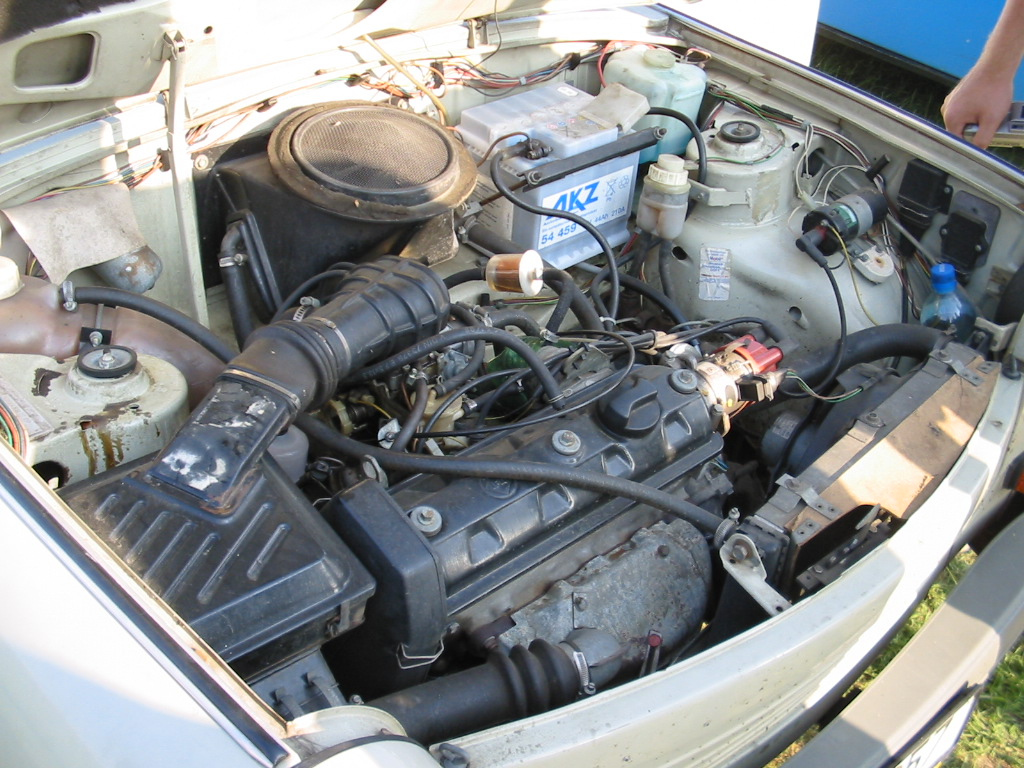
Motorruimte

- Gemeinsame Normdatei: 4362857-6